# Železniška proga Poljčane–Slovenske Konjice–Zreče
Železniška proga Poljčane–Slovenske Konjice–Zreče je bila ozkotirna železniška proga (širine 760 mm) med Poljčanami in Slovenskimi Konjicami, ki je obratovala med letoma 1892 in 1962, do Zreč pa je bila podaljšana leta 1921.
Promet po progi je bil ukinjen leta 1962, tiri pa odstranjeni leta 1970.

## Trasa
Začetna točka proge je bila na postaji Poljčane, od postaje pa je prvih 2.045 m trasa potekala ob levi strani magistralne dvotirne proge Južne železnice. Tam preide cesta Poljčane - Slovenske Konjice na levo stran magistralne proge, zato se je morala ozkotirna proga odmakniti od nje tako, da je potekala med cesto in reko Dravinjo. V Spodnjih Lažah je bilo prvo postajališče. Pri zbelovskem viaduktu (Plankenstein) (po katerem poteka proga Južne železnice) je ozkotirna proga skupaj s cesto in reko Dravinjo ostro zavila v desno in pod viaduktom prešla na drugo stran nato dvotirne proge v dolino Dravinje. Dravinjo so pri viaduktu leta 1933 regulirali. Viadukt je dolg 42,20 m in je zidan iz peščenca, ima pet obokov. Pod viaduktom teče Dravinja in poteka cesta, do ukinitve proge je pod prvim obokom potekala tudi ozkotirna proga. Dravinja je tekla pod dvema obokoma, včasih tremi, pod enim obokom pa je speljana lokalna cesta v Prevole. Po nemški besedi za oboke - Welbungen - ljudje ta kraj še danes imenujejo "Pri velbih". Svetla višina pod prvim lokom viadukta je bila le 4,90 m, zato so smeli biti vagoni naloženi le do skupne višine 4,75 m. Proga je imela pod viaduktom radij krivine le 60 m, zato je bila na tem mestu hitrost vožnje omejena na 10 km/h. Drugo postajališče je bilo na Zbelovem. Železnica je nadaljevala pot skozi Zbelovo do postaje v Ločah. Za vasjo je prekoračila Dravinjo po jekleni palični konstrukciji, dolgi 26,50 m in se usmerila preko Senožeti, mimo Malega Brega, čez cesto Draža vas–Podob. Ponovno je prečkala Dravinjo pred Dražo vasjo, kjer je bilo postajališče. Potem je ob levem bregu Dravinje nadaljevala pot med njivami in travniki do postaje v Slovenskih Konjicah. Od Slovenskih Konjic do Radane vasi so za progo uporabili industrijski tir Južne železnice. Tik pred Zrečami je proga ponovno prečkala Dravinjo preko 12 m dolge jeklene konstrukcije. Z nadmorske višine 263,125 m na postaji Poljčane se je proga prvih 800 m rahlo spuščala na 260,9 m, od tam dalje se je do Loč rahlo in enakomerno dvigala z vzponom, ki ni bil večji od 3 ‰. Od Loč dalje se je proga vzpenjala neenakomerno, ponekod tudi z vzponom 9 ‰,  vse do Slovenskih Konjic, kjer je dosegla nadmorsko višino 318,60 m. Od tu dalje se je proga bolj strmo dvigala, vzponi so bili večinoma 25 ‰. Zaradi ostrih ovinkov in slabe proge je bila tu dopustna hitrost omejena na 10 km/h. Konec proge je bil na kilometru 20,964, ob skladiščnem prostoru za les na koncu postaje Zreče.

## Zgodovina
Gradnjo ozkotirne proge je omogočila štajerska deželna uprava dne 18. februarja 1890, s sprejetjem zakona o pospeševanju gradnje lokalnih železnic. Koncesija za gradnjo je bila podeljena 14.05.1892. Progo so pričeli graditi 20. junija 1892, gradnjo sta prevzela inženir Ludvik F. Miglitsch ter inž. Franz Possek iz Loč. 
Odsek med Poljčanami in Slovenskimi Konjicami je bil svečano odprt 19. decembra 1892. Po pogodbi je obratovanje na njej prevzela družba Štajerske deželne železnice, ki je upravljala tudi sočasno grajeno železniško progo v Stainzu. 
Že ob gradnji proge do Slovenskih Konjic so v Zrečah zahtevali podaljšanje železniške proge. Glavna utemeljitev je bil premogovnik v Radani vasi, kjer so leta 1900 obnovili premogovnik in pričeli s ponovnim izkopom premoga. Družba južne železnice je na prelomu stoletja odkupila več manjših premogovnikov v okolici Slovenskih Konjic in jih poskušala povezati v enoten rudniški kompleks. 
Podaljšanje trase na odseku do Radane vasi je bilo zgrajeno kot industrijski tir, z vzponom celo do 32 ‰ , gradbena dela pa so bila izvedena manj kvalitetno, po normativih, ki so veljali za vojaške poljske železnice (K.K.Heeresbahn). V skladu z načrtovanjem in urejanjem odvoza premoga iz Radane vasi z ozkotirnimi vagoni so na postaji v Poljčanah projektirali in zgradili 87 m dolgo pretovorno rampo za premog iz ozkotirnih na normalnotirne vagone. Ob posebnem slepem tiru na severnem delu postaje so zgradili lesen 3,40 m visok lesen oder in nanj speljali podaljšek ozkotirne proge. 
Ko so na začetku 1. svetovne vojne premogovniki na tem območju prenehali obratovati, so progo ponudili v upravljanje deželnemu odboru v Gradcu. Kmalu zatem je bila izdelana dokumentacija za odsek proge do Zreč. Leta 1916 je bilo izdano gradbeno dovoljenje za ta odsek, z gradnjo pa so pričeli naslednje leto. Zaradi pomanjkanja domače delovne sile je ta odsek gradilo okoli 80 ruskih vojnih ujetnikov. Po sklenitvi miru so jih nadomestili Romuni, malo pred koncem vojne pa približno 100 italijanskih vojnih ujetnikov. Svečano odprtje odseka proge do postaje v Zrečah je bilo 15. januarja 1921, ko je bila proga v celoti dokončana.   
Po 1. svetovni vojni je bila proga skoraj dve desetletji brez pravega lastnika, zato je bila zanemarjena. Po 2. svetovni vojni pa je bilo za njeno modernizacijo in predelavo v normalnotirno progo že prepozno. Eksploatacija proge je bila slaba tudi zaradi tega, ker je bila po 2. svetovni vojni to edina ozkotirna proga v Sloveniji (tu ne upoštevamo ozkotirne Pionirske proge v Ljubljani 1948-1953). Zato je bil vozni park v slabem stanju, prevoz pa povezan z velikimi stroški zaradi prekladanja tovora na železniški postaji Poljčane.

## Tehnični podatki
- dolžina: 20,96 km
- razdalja med tračnicami: 760 mm
- skupno število postaj in postajališč: 9
- najnižja točka: 263 mnm (v Poljčanah)
- najvišja točka: 396,40 mnm (v Zrečah)
- najmanjši krivinski polmer: 60 m
- največji naklon: 32 ‰
- viadukt: Zbelovo (Plankenstein), skupna dolžina 43,20 m (proga je potekala pod viaduktom)
- mostovi: 3 (reka, ki jo je proga večkrat prečkala: Dravinja),
- povprečna hitrost: 17 km/h
- najmanjša dopustna hitrost: 10 km/h
- najvišja dopustna hitrost: 25 km/h

## Industrijski tir
Tovarna usnja je v Slovenskih Konjicah želela zgraditi lasten industrijski tir, dolg 50 m, vendar so se postopki v zvezi s tem zapletli. Tir od postaje Slovenske Konjice do Radane vasi je bil last družbe Južne železnice, ki je bila tedaj brez učinkovitega vodstva, zato niso mogli doseči dogovora. Čeprav tovarna nikoli ni dobila dovoljenja za gradnjo industrijskega tira, je v ta namen že postavila betonski most čez reko Dravinjo, ki še danes služi za cestni promet.

## Promet
Od Poljčan do Slovenskih Konjice je vlak potreboval 58 minut, v nasprotni smeri pa le 55 minut. Na progi je bilo leta 1900 zaposlenih 9 ljudi. Po voznem redu so vozili trije vlaki dnevno, prevažali so potnike in tovor. Vsak vlak je imel vagon I. razreda in tri ali štiri potniške vagone III. razreda. Vozovnica za vožnjo od Poljčan do Loč je za prvi razred stala 40 krajcarjev, prav tako tudi od Loč do Konjic. Vozovnica za tretji razred je za enako razdaljo veljala 20 krajcarjev. Vozovnice so prodajali na postajah v Poljčanah, Ločah in Slovenskih Konjicah, na postajališčih pa sprevodniki na vlaku. Blago so v Poljčanah sprejemali uradniki Južne železnice, v Ločah in Konjicah pa postajna načelnika. Pogajanja za zakup konjiške proge niso uspela. Za konjiško progo se je Južna železnica zanimala, ker je imela pri Zrečah svoj premogovnik, ki ga je kupila leta 1900. V obdobju od leta 1900 do 1910 je ta premogovnik letno dajal po 16.000 ton črnega premoga, ki so ga uporabljali za vozovno službo na graškem območju. Konjiška železnica je poleg tega odprla zaledje granitnih kamnolomov in obsežnih gozdov. Ob vznožju Pohorja je ob Dravinji in Oplotniščici delovalo veliko majhnih vodnih žag, ki so predelovale les. Slovenske Konjice same so imele staro usnjarsko industrijo, poleg tega pa so bili na območju proge na več mestih premogovniki, med njimi Stranice in Zreče, ki jih zaradi dragih prevozov po cestah do odprtja proge sploh še niso izkoriščali. 15. januarja 1921 so konjiško železnico podaljšali do Zreč. Pretovarjanje blaga z ozkotirnih vagonov na normalnotirne na priključni postaji Poljčane je povzročalo zamude in dodatne stroške. Prekladalne naprave so bile primitivne, zato se je občutljivo blago tam kvarilo, zaostajalo in se pogosto poškodovalo. To je bil tudi povod, da so večkrat načeli vprašanje predelavo proge v normalnotirno. Ob koncu 2. svetovne vojne je promet za nekaj časa zastal zaradi porušenih mostov. Po izdelavi provizorijev so 3. junija 1945 pričela voziti dva para vlakov, jeseni pa so vozili že štirje pari. Proga je bila po 2. svetovni vojni nerentabilna zaradi majhne količine potnikov in tovora, ki se je po njej prevažal. Zaradi stroškov s pretovarjanjem v Poljčanah in zaradi razvoja cestnega prometa ni bilo moč računati na znaten porast tovornega prometa, saj se je obseg le-tega iz leta v leto manjšal. Tudi predelava v normalnotirno progo ni bila več upravičena, saj bi bila zaradi premajhnega obsega dela nerentabilna. Potniški promet je po letu 1950 prićel opazno upadati, vozovnice so prodajali le še v Ločah, Slovenskih Konjicah in Zrečah. Večino potnikov so predstavljali delavci in dijaki, ki so se vozili z mesečnimi vozovnicami in velikim popustom. Največ potnikov je vstopalo v Slovenskih Konjicah. Opazen je razkorak med pripeljanim in odpeljanim tovorom in seveda upadanje obsega prevozov. Ironija je bila, da je bila proga zgrajena za odvoz premoga in lesa, po 2. svetovni vojni pa je glavnino razloženega tovora predstavljal premog lignit iz Velenja. Nalagali so predvsem les, ki je predstavljal približno 72 %, hlodovino so vozili predvsem v Celje, celulozni les v Videm Krško, drva v Celje in približno 30% v Maribor. Obdelan les je bil namenjen za razne obrate v Sloveniji in v drugih republikah Jugoslavije ter deloma v tujino.

## Slabosti proge
Del proge med Poljčanami in  Slovenskimi Konjicami je bil razmeroma dobro grajen. Zelo slab pa je bil nekaj let pozneje zgrajen odsek Slovenske Konjice–Radana vas. Ta progovni odsek je bil grajen kot industrijski tir za odvoz premoga in je predstavljal ozko grlo vse do ukinitve proge.

## Postaje in postajališča
|              | do leta 1918  | 1941                | 1945             | v času Jugoslavije |            |
| ------------ | ------------- | ------------------- | ---------------- | ------------------ | ---------- |
| postaja      | Pöltschach    | Pöltschach          | Pöltschach       | Poljčane           | 263,12 mnm |
| postajališče | Unter Lasche  | Unter Lasche        | Laschberg        | Spodnje Laže       | 267,80 mnm |
| postajališče | Plankenstein  | Plankensteinberg    | Plankensteinberg | Zbelovo            | 267,00 mnm |
| postaja      | Heiligengeist | Heiligengeist       | Plankenstein     | Sveti Duh/Loče     | 275,19 mnm |
| postajališče | Gettersdorf   | Gettersdorf         | Gettersdorf      | Draža vas          | 283,90 mnm |
| postaja      | Gonobitz      | Gonobitz            | Gonobitz         | Slovenske Konjice  | 326,20 mnm |
| postajališče | /             | Gabrole             | Brühl (Steierm.) | Gabrovlje          | 346,60 mnm |
| postajališče | /             | Radldorf (Steierm.) | Radldorf (St.)   | Radana vas         | 375,07 mnm |
| postaja      | /             | Retschach           | Hohlenstein      | Zreče              | 396,40 mnm |

## Vozni park

### Lokomotive
Leta 1892 so v tovarni lokomotiv Krauss v Linzu izdelali štiri dvoosne ozkotirne lokomotive za Štajerske deželne železnice. Lokomotivi št. K3 Gonobitz (Konjice) in št. K4 Heiligengeist (Sv. Duh - Loče), sta bili dodeljeni na progo Poljčane–Slovenske Konjice. Lokomotivo K4 so leta 1918 vrnili v Avstrijo in je tam vozila na progi Kapfenberg - Au - Seewiesen. Kot nadomestilo za to lokomotivo so na konjiško progo pripeljali iz Bosne malo dvoosno lokomotivo s poznejšo oznako JDŽ 173-002. Ko je bila proga Poljčane–Konjice leta 1921 podaljšana do Zreč, so strojni park povečali z lokomotivo T-4 (JŽ 187-001), ki je do konca 1. svetovne vojne vozila na progi Sinča vas - Železna Kapla. To lokomotivo so na vozu preko Jezerskega v Ljubljano pripeljali umikajoči se slovenski vojaki, kot vojni plen po koroškem plebiscitu. Med 2. svetovno vojno so jo odpeljali v Bosno. Lokomotivo Konjice (Gonobitz) so preimenovali v K3 in je vozila na progi Poljčane–Slovenske Konjice–Zreče nekako do leta 1930, ko so jo izločili iz prometa in jo prodali Kranjski industrijski družbi na Jesenice. Tam so jo obnovili, po tirih železarne je vozila do 1968. Leto pozneje jo je ponovno pridobila železnica, kot staro železo. V delavnicah Podjetja za popravilo voz in strojev v Novi Gorici so jo leta 1974 obnovili in ji vrnili prvoten izgled. Kot prvo slovensko ozkotirno lokomotivo za javni promet so jo leta 1974 postavili na ljubljansko potniško postajo, sedaj pa je na ogled v Železniškem muzeju v Šiški (Ljubljana). Lokomotiva ni ohranjena v popolnoma izvirni obliki, saj so jo v Železarni Jesenice rekonstruirali v skladu s svojimi potrebami.

## Ostanki proge
Edina železniška postaja te proge (poleg tiste v Poljčanah) se je ohranila v Zrečah. Novembra 2009 so postajno poslopje obnovili in v njem uredili manjši muzej o zgodovini te železniške proge.
V Zrečah (pred nekdanjo postajo) in v Slovenskih Konjicah (v bližini šole, na mestu, kjer je proga dejansko potekala) so v spomin na progo postavili dve muzejski ozkotirni parni lokomotivi z nekaj vagoni.

## Oživljanje
Na nekdanji železniški postaji Zreče so pridobili leseno železniško lopo s postaje Rimske Toplice in pričeli s gradnjo postajnih tirov. Železniški ljubitelji in poznavalci v sodelovanju z Občino Zreče nameravajo obnoviti del nekdanje proge, zaenkrat do središča Zreč.